# Хорівська сільська рада
Хо́рівська сільська́ ра́да — колишній орган місцевого самоврядування в Острозькому районі Рівненської області. Адміністративний центр — село Хорів.

## Загальні відомості
- Хорівська сільська рада утворена в 1940 році.
- Територія ради: 35,16 км²
- Населення ради: 2 146 осіб (станом на 2001 рік)
- Територією ради протікає річка Горинь.

## Населені пункти
Сільській раді підпорядковані населені пункти:
- с. Хорів
- с. Бродівське

## Склад ради
Рада складається з 18 депутатів та голови.
- Голова ради: Гулько Юрій Олександрович
- Секретар ради: Дробинюк Наталія Володимирівна

### Керівний склад попередніх скликань
| Прізвище, ім'я, по батькові | Основні відомості                                                               | Дата обрання | Дата звільнення |
| --------------------------- | ------------------------------------------------------------------------------- | ------------ | --------------- |
| Трачук Галина Іванівна      | Сільський голова, 1952 року народження                                          | 26.03.2006   | 31.10.2010      |
| Гулько Юрій Олександрович   | Сільський голова, 1968 року народження, освіта середня спеціальна, безпартійний | 31.10.2010   |                 |

Примітка: таблиця складена за даними сайту Верховної Ради України